# Гуцул-метал (альбом)
«Гуцул-метал» — третій альбом гурту «Карна». Альбом побачив світ у листопаді 2017 року. Офіційному виходу платівки передували сингли «Party на Прикарпатті» (у червні 2017 року вийшов також відеокліп), «Полтергейст» та «Гуцулметал».

## Треки
| #     | Назва                  | Тривалість |
| ----- | ---------------------- | ---------- |
| 1.    | «7 Трембіт»            | 2:56       |
| 2.    | «Party на Прикарпатті» | 3:25       |
| 3.    | «Ватра»                | 3:21       |
| 4.    | «Вітролом»             | 3:08       |
| 5.    | «Полтергейст»          | 3:36       |
| 6.    | «Планета Земля»        | 3:09       |
| 7.    | «Гуцулметал»           | 4:32       |
| 8.    | «Моримух»              | 3:34       |
| 9.    | «Туман»                | 3:10       |
| 31:21 |                        |            |